# Козырев (лунный кратер)
Кратер Козырев (лат. Kozyrev) — крупный древний ударный кратер в южном полушарии обратной стороны Луны. Название присвоено в честь советского астронома-астрофизика Николая Александровича Козырева (1908—1983) и утверждено Международным астрономическим союзом в 1997 г. Образование кратера относится к нектарскому периоду.

## Описание кратера

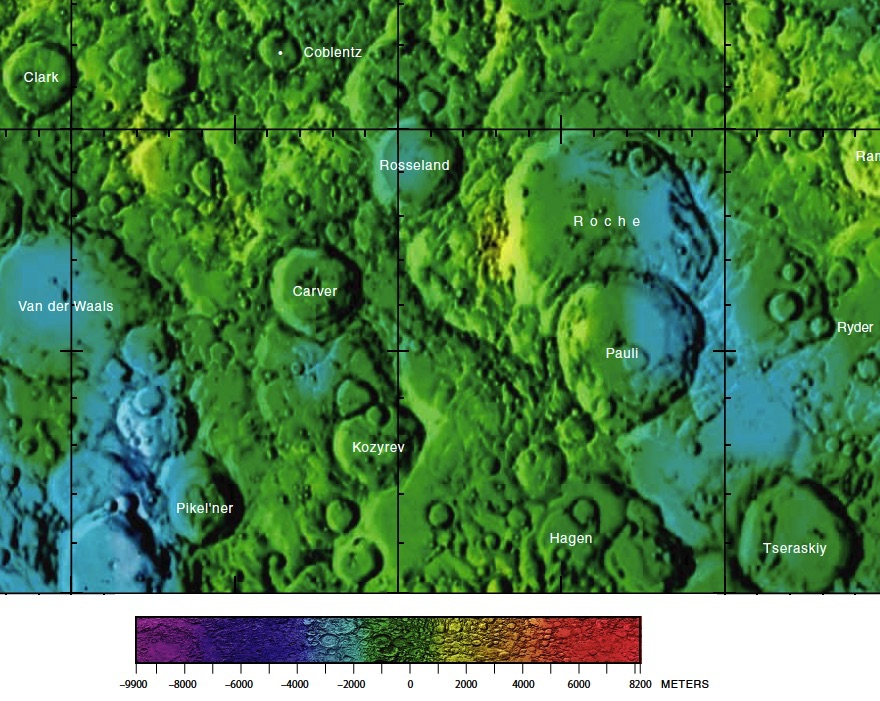
Окрестности кратера Козырев. Фрагмент карты обратной стороны Луны.

Ближайшими соседями кратера Козырев являются кратер Пикельнер на западе-юго-западе; кратер Карвер на севере-северо-западе; кратеры Паули и Рош на северо-востоке; кратер Хаген на востоке-юго-востоке и кратер Планк на юге. На юго-западе от кратера находится долина Планка. Селенографические координаты центра кратера 46°38′ ю. ш. 129°35′ в. д. / 46,64° ю. ш. 129,59° в. д., диаметр 59,4 км, глубина 2,7 км.
Кратер Козырев имеет полигональную форму, значительно разрушен за длительное время своего существования. Вал сохранил достаточно четкие очертания, северо-западную часть вала перекрывает слегка вытянутый сателлитный кратер Карвер L, к юго-восточной части вала последнего примыкает небольшой чашеобразный кратер. Внутренний склон вала несколько шире в восточной части по сравнению с остальным периметром. Высота вала над окружающей местностью достигает 1250 м, объем кратера составляет приблизительно 3 700 км3. Дно чаши пересеченное, испещрено множеством мелких кратеров, в центре чаши расположен небольшой хребет.
До получения собственного наименования в 1997 г. кратер имел обозначение Карвер K (в системе обозначений так называемых сателлитных кратеров, расположенных в окрестностях кратера, имеющего собственное наименование).

## Сателлитные кратеры
Отсутствуют.